# John Potter
John Potter (Kalamazoo, 24 gennaio 1990) è un giocatore di football americano statunitense che gioca nel ruolo di kicker ed attualmente è free agent. Fu scelto nel corso del settimo giro (251º assoluto) del Draft NFL 2012 dai Buffalo Bills. Al college ha giocato a football a Western Michigan.

## Carriera professionistica

### Buffalo Bills (2012-presente)
Il 28 aprile 2012, Potter fu scelto nel corso del settimo giro del Draft 2012 dai Buffalo Bills. Il 10 maggio firmò il suo contratto con i Bills. Nella sua stagione da rookie calciò 26 kickoff a una media di 62,7 yard a calcio in sei partite. Il 6 novembre 2012 fu svincolato.

## Vittorie e premi
Nessuno

## Statistiche
| Partite totali      | 6    |
| Partite da titolare | 0    |
| Kickoff             | 26   |
| Media               | 62,7 |
| Touchback           | 13   |